# Marsai Martin
Marsai Martin (Plano, 14 agosto 2004) è un'attrice e produttrice cinematografica statunitense.

## Biografia
Marsai Martin ottiene il suo primo lavoro nel 2009, a cinque anni, per uno spot pubblicitario. Nel 2013 si trasferisce a Los Angeles per far carriera in televisione. Ottiene il ruolo di Diane Johnson nella serie televisiva commedia Black-ish che interpreta dal 2014 e per la quale ha vinto ed è stata candidata a numerosi premi.
Nel 2016 debutta sul grande schermo con la pellicola drammatica An American Girl Story - Melody 1963: Love Has to Win con la quale vince il BET Award per la miglior recitazione. Nello stesso anno appare nel film biografico Nina (basato sulla storia di Nina Simone) e doppia un episodio della serie animata Elena di Avalor. Nel 2017 ha un ruolo di supporto nella commedia Fun Mom Dinner.
Nel 2018 è guest star nella serie televisiva commedia Unbreakable Kimmy Schmidt su Netflix. Nel 2019 recita e produce nel film La piccola boss, diventando così la più giovane produttrice nella storia del cinema
. Nello stesso anno appare nell'episodio pilota di Mixed-ish, spin-off di Black-ish, sempre nel ruolo di Diane Johnson.

## Filmografia

### Attrice

#### Cinema
- Nina, regia di Cynthia Mort (2016)
- An American Girl Story - Melody 1963: Love Has to Win, regia di Tina Mabry (2016)
- Fun Mom Dinner, regia di Alethea Jones (2017)
- La piccola boss (Little), regia di Tina Gordon (2019)
- G20, regia di Patricia Riggen (2025)

#### Televisione
- Black-ish – serie TV (2014–2022)
- Unbreakable Kimmy Schmidt – serie TV, episodio 4x05 (2018)
- Mixed-ish – serie TV, episodio 1x01 (2019)
- Grown-ish – serie TV, episodi 4x15-4x18 (2022)

### Doppiatrice
- Riccioli d'Oro e Orsetto (Goldie & Bear) – serie TV, episodi 1x07-1x09-1x17 (2015)
- Elena di Avalor (Elena of Avalor) – serie TV, episodio 1x10 (2016)
- Mr. Peabody & Sherman Show – serie TV, episodi 2x01-2x05 (2016)
- Vampirina – serie TV, episodio 2x27 (2019)
- Spirit - Il ribelle (Spirit Untamed), regia di Elaine Bogan (2021)
- PAW Patrol - Il film (PAW Patrol: The Movie), regia di Cal Brunker (2021)
- La famiglia Proud: più forte e orgogliosa (The Proud Family: Louder and Prouder) – serie animata, episodio 1x06 (2022)
- PAW Patrol - Il super film (PAW Patrol: The Mighty Movie), regia di Cal Brunker (2023)
- Good Times – serie animata, 10 episodi (2024)
- Star Wars: Rebuild the Galaxy, regia di Chris Buckley (2024)

### Produttrice esecutiva
- La piccola boss (Little), regia di Tina Gordon (2019)

## Riconoscimenti
- Young Artist Award
  - Best Performance in a TV Series – Supporting Young Actress per Black-ish (2015) – candidatura
  - Best Performance in a TV Series – Supporting Young Actress per Black-ish (2016)
- NAACP Image Award
  - Outstanding Performance by a Youth per Black-ish (2016) – candidatura
  - Oustanding Supporting Actress in a Comedy Series per Black-ish (2016)
  - Oustanding Supporting Actress in a Comedy Series per Black-ish (2017) – candidatura
  - Outstanding Performance by a Youth per Black-ish (2017)
  - Outstanding Performance by a Youth per Black-ish (2018) – candidatura
  - Oustanding Supporting Actress in a Comedy Series per Black-ish (2018)
  - Oustanding Supporting Actress in a Comedy Series per Black-ish (2019)
  - Outstanding Supporting Actress in a Comedy Series per Black-ish (2020)
  - Outstanding Performance by a Youth per Black-ish (2020)
  - Outstanding Supporting Actress in a Motion Picture per La piccola boss (2020)
  - Outstanding Breakthrough Performance in a Motion Picture per La piccola boss (2020)
  - Oustanding Supporting Actress in a Comedy Series per Black-ish (2021)
- BET Award
  - YoungStars Award per Black-ish (2017) – candidatura
  - YoungStars Award per Black-ish (2018) – candidatura
  - YoungStars Award per Black-ish (2019)
- MTV Movie & TV Awards
  - Best Comedic Performance per La piccola boss (2019) – candidatura
- Teen Choice Awards
  - Choice Movie Actress – Comedy per La piccola boss (2019) – candidatura
- Kidscreen Award
  - Best Acting per An American Girl Story – Melody 1963: Love Has to Win (2018)

## Doppiatrici italiane
Nelle versioni in italiano dei suoi film, Marsai Martin è stata doppiata da:
- Beatrice Baldini in Black-ish, Mixed-ish, Grown-ish
- Lucrezia Roma in La piccola boss
- Arianna Vignoli in G20

Da doppiatrice è stata sostituita da:
- Chiara Oliviero in Spirit - Il ribelle (dialoghi)
- Rossella Ruini in Spirit - Il ribelle
- Guendalina Ward in PAW Patrol - Il super film
- Giulia Franceschetti in Lego Star Wars: Rebuild the Galaxy